# Понтинья
Понтинья (порт. Pontinha)  —  район (фрегезия) в Португалии,  входит в округ Лиссабон. Является составной частью муниципалитета  Одивелаш. Находится в составе крупной городской агломерации Большой Лиссабон. По старому административному делению входил в провинцию Эштремадура. Входит в экономико-статистический  субрегион Большой Лиссабон, который входит в Лиссабонский регион. Население составляет 24 023 человека на 2001 год. Занимает площадь 4,55 км².
Покровителем района считается Святое семейство (порт. Sagrada Família). 

## История
Район основан в 1985 году

## Демография
| Численность населения муниципалитета по годам | Численность населения муниципалитета по годам |
| --------------------------------------------- | --------------------------------------------- |
| 1991                                          | 2001                                          |
| 25 540                                        | 24 023                                        |